# Ceroplastes grandis
Ceroplastes grandis är en insektsart som beskrevs av Hempel 1900. Ceroplastes grandis ingår i släktet Ceroplastes och familjen skålsköldlöss. Inga underarter finns listade i Catalogue of Life.